# Diether von Nassau

Wappen der walramschen Grafenlinie von Nassau

Diether von Nassau (* um 1250; † 23. November 1307 in Trier) war ein Geistlicher aus der walramischen Linie des Hauses Nassau. Er war von 1300 bis 1307 als Diether III. Erzbischof und Kurfürst von Trier.

## Familie und frühe Betätigung
Diether war der älteste Sohn des Grafen Walram II. von Nassau und der Adelheid von Katzenelnbogen. Nach dem Tod seines Vaters Walram 1276 sollen Diethers Mutter und seine Schwestern im Kloster Klarenthal zu Wiesbaden ein sehr frommes Leben geführt haben. Sein jüngerer Bruder Adolf von Nassau wurde 1292 zum König gewählt und fand 1298 nach seiner Abwahl in der Schlacht bei Göllheim den Tod.
Diether war seit 1292 Dominikaner in Mainz und verfügte über den Grad eines Magisters der Theologie. Den Orden der Dominikaner unterstützte er später als Erzbischof noch tatkräftig.
Ab 1295 stand Diether im Dienst von Papst Bonifaz VIII. Nicht nur der Papst bediente sich Diethers, um auf König Adolf einzuwirken; er wurde 1297 auch als Unterhändler zu König Philipp IV. dem Schönen von Frankreich entsandt, als König Adolf in Verkennung der Lage glaubte, sein Bündnis mit König Eduard I. von England zu politischem Doppelspiel nützen zu können.

## Erzbischof und Kurfürst von Trier
Obwohl das Trierer Domkapitel für den Kölner Dompropst Heinrich II. von Virneburg gestimmt hatte, erhob der Papst aus politischen Überlegungen Diether am 18. Januar 1300 zum Erzbischof von Trier. Es war dem Papst nämlich wichtig, dem König Albrecht I. eine Person entgegenzustellen, die aus familiären Gründen – wegen des Todes von Königsvorgänger Adolf – nicht zur Versöhnung neigte.
Diether ließ ab 1300 die Burg Ramstein anlegen und an anderen Orten Burgen weiter befestigen. Im selben Jahr verlieh er Wittlich die Stadtrechte. 1302 gründete er das Kollegiatstift Unserer Lieben Frau in Oberwesel.
Im sogenannten Zollkrieg von 1301, den König Albrecht gegen die verbündeten vier rheinischen Kurfürsten führte, wurden nacheinander Rudolf I. von der Pfalz sowie die Erzbischöfe Gerhard II. von Mainz und Wigbold von Köln zur Unterwerfung genötigt. Im November 1302 rückte Albrecht auch vor Trier und zwang den von seinem Lande verlassenen Diether zu einem demütigenden Frieden.
Diethers Regierungszeit war von Konflikten mit dem Domkapitel, dem Klerus und den Untertanen gezeichnet. Die Stadt Trier litt unter Finanznöten, und in anderen Städten des Kurfürstentums gab es Machtkämpfe zwischen den Ständen. Im Frühjahr 1303 musste Diether Trier nach einem Aufstand der Zünfte volle Freiheit der Gemeindeverwaltung zusichern. Bereits ab 1276 hatten die Bürger von Koblenz nach mehr Unabhängigkeit gestrebt, einen eigenen Rat aufgestellt und 1280 den Weiterbau der Stadtmauer sowie der Alten Burg verhindert. 1304 unterwarf Diether die Stadt nach heftigen Kämpfen, und Koblenz musste in der Folge auf den Stadtrat verzichten.
Waren schon infolge des Kriegs mit König Albrecht die Geldverlegenheiten des Erzbischofs bedeutend gewesen, so wuchsen sie nun in doppeltem Maße.
Auch innerhalb der Kirche schuf Diether sich Gegner. So konfiszierte er Vermögen und Einkommen von Pfarrkirchen und ließ sich 1303 vom Domkapitel für Zugeständnisse bezahlen. Als er auch anfing, Reliquien in seinen Privatbesitz zu nehmen, beschwerten sich 1306 die Stifte des Trierer Doms, von St. Simeon und St. Paulin sowie das Kloster St. Maximin bei Papst Clemens V. Dieser forderte Diether auf, zu den Anschuldigungen Stellung zu nehmen, was dieser jedoch nicht tat. Auch den päpstlichen Legaten behandelte er schlecht, woraufhin er exkommuniziert und später suspendiert wurde.
Diether starb, noch bevor er weiteren Aufforderungen, endlich vor den Papst zu treten, nachkommen konnte. Sein Land hinterließ er in der größten Verwirrung und hoch verschuldet. Er wurde in der Dominikanerkirche zu Trier begraben. Diese wurde im Jahr 1812 zerstört.

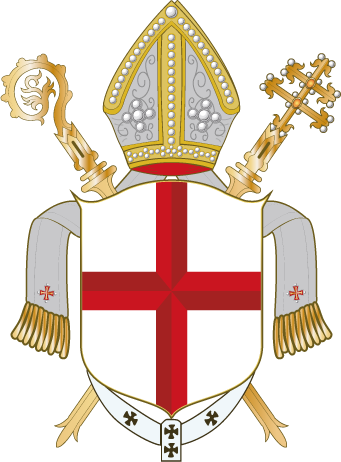
Wappen der Erzdiözese Trier
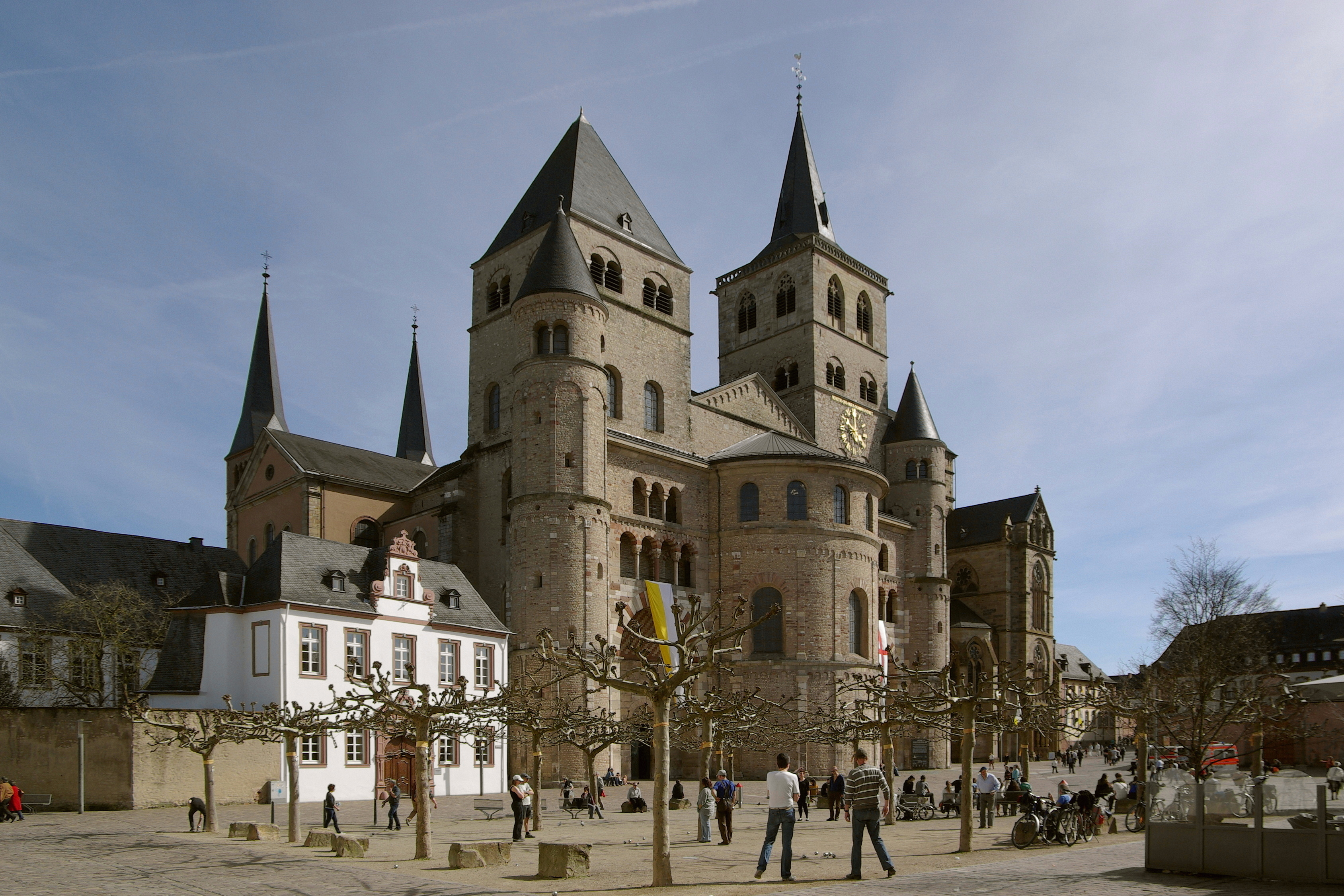
Trierer Dom
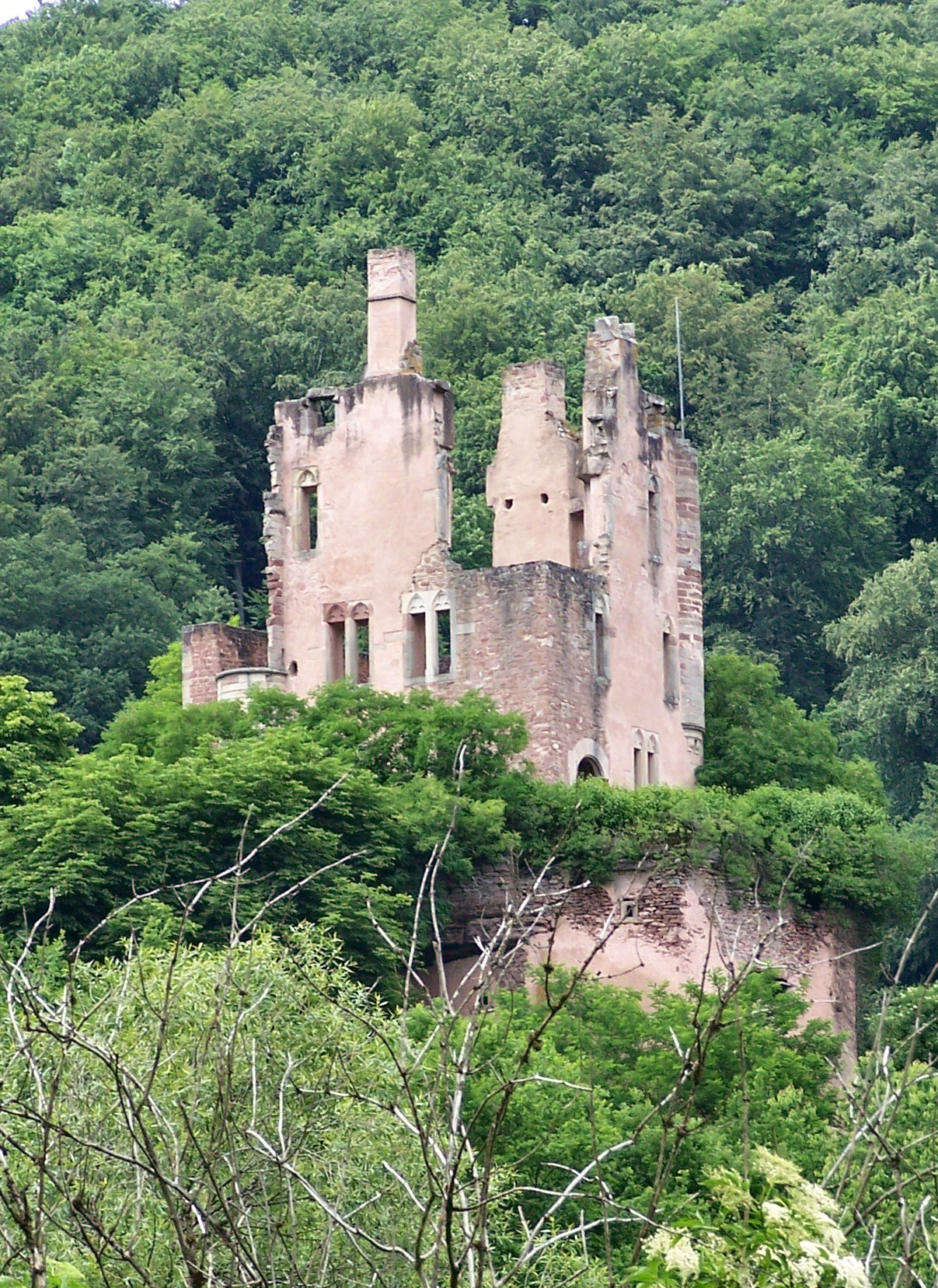
Burgruine Ramstein
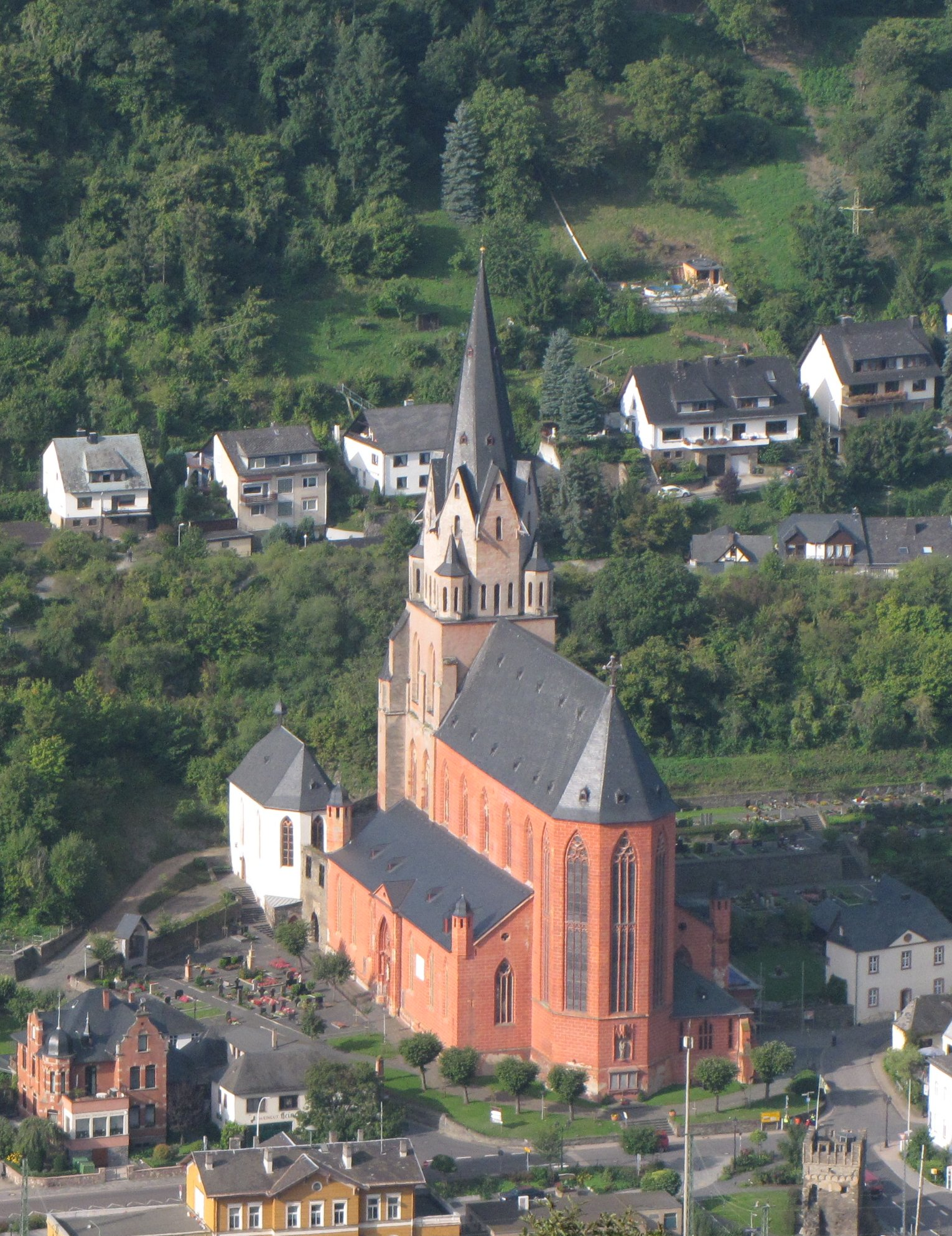
Liebfrauenkirche Oberwesel
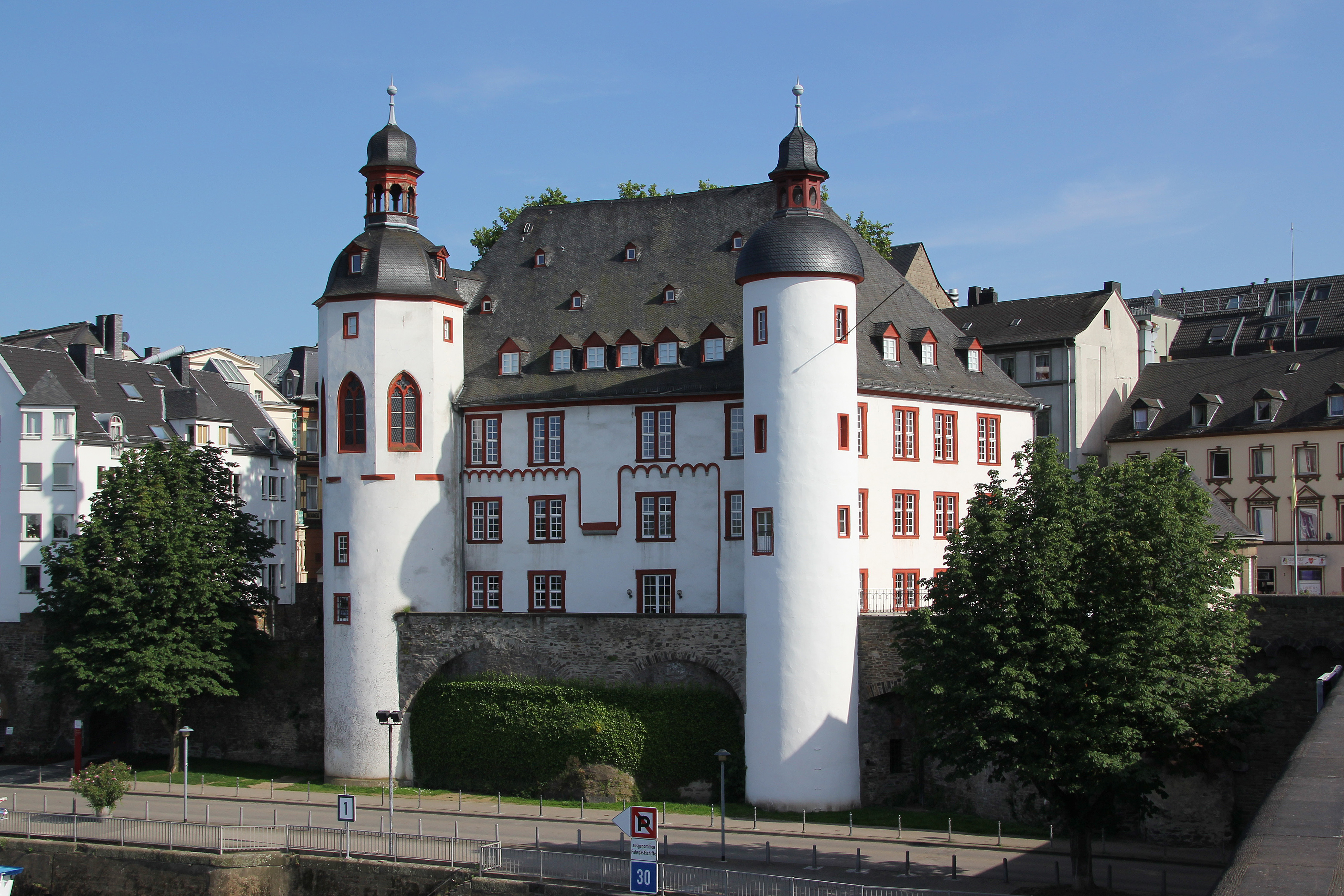
Alte Burg Koblenz